# Оскар Бонєк Гарсія
Оскар Бонєк Гарсія (ісп. Oscar Boniek García, нар. 4 вересня 1984, Тегусігальпа) — гондураський футболіст, захисник американського клубу «Х'юстон Динамо» та національної збірної Гондурасу.

## Клубна кар'єра
У дорослому футболі дебютував 2003 року виступами за команду клубу «Олімпія», в якій провів три сезони.
Протягом 2006—2007 років захищав кольори команди клубу «Марафон».
2007 року повернувся до клубу «Олімпія». Цього разу відіграв за клуб з Тегусігальпи п'ять сезонів своєї ігрової кар'єри. Більшість часу, проведеного у складі «Олімпії», був основним гравцем захисту команди.
До складу клубу «Х'юстон Динамо» приєднався 2012 року. 

## Виступи за збірну
2005 року дебютував в офіційних матчах у складі національної збірної Гондурасу. Наразі провів у формі головної команди країни 91 матч, забивши 2 голи.
У складі збірної був учасником трьох розіграшів Золотого кубка КОНКАКАФ: 2005 року, 2007 року та 2011 року. Брав участь у фінальній частині чемпіонату світу 2010 року у ПАР. 
Включений до складу збірної для участі у фінальній частині чемпіонату світу 2014 року у Бразилії.

## Титули і досягнення
- Переможець Центральноамериканського кубка: 2011